# Хасыева, Кенуль Кязым кызы
Кенуль Кязым кызы Хасыева (азерб. Könül Kazım qızı Xasıyeva; род. 17 марта 1968, Шеки) — азербайджанская исполнительница мугама, певица, Народная артистка Азербайджана (2014).

## Жизнь
Кенуль Хасыева родилась 17 марта 1968 года в городе Шеки. В 1981 году она стала победительницей республиканского конкурса организованного по указанию 1-го секретаря Азербайджанской ССР Гейдара Алиева. С 1981 по 1986 год Кенуль Хасыева посещала музыкальную школу имени Бюльбюля, где была ученицей народной артистки Шовкят Алекперовой. С 1986 по 1991 год обучалась в Азербайджанской государственной консерватории (ныне Музыкальная академия) под руководством народного артиста Арифа Бабаева.

## Карьера
В 2012 году Кёнуль Хасыева была принята в члены партии «Новый Азербайджан». Выступала во многих городах Азербайджана, а также за границей, в таких странах, как Турция, Германия, Франция, Швейцария, Италия, Иран, Россия и других. Проводила концерты на государственных и общественных мероприятиях, в зонах боевых действий и фронтовых районах.

## Награды, почести и звания
- Высший диплом «Азербайджанский Флаг».
- Медиа-награда «Мастер Искусства».
- Медиа-награда «Золотое Перо».
- «Заслуженная артистка Азербайджанской Республики» — 2002.[2]
- «Народная артистка Азербайджана» — 2014.[3]
- Персональная пенсия Президента Азербайджанской Республики — 2018.[4]